# Майк Тебуло
Майк Тебуло (англ. Mike Tebulo) — малавійський бігун на довгі дистанції. На олімпійських іграх 2012 року посів 44-те місце у марафоні з результатом 2:19.11. Посів 36-е місце на чемпіонаті світу 2011 року.
На церемонії відкриття Олімпіади у Лондоні був прапороносцем збірної Малаві.
Особистий рекорд у марафоні — 2:18.31.